# 3721 Widorn
3721 Widorn (1982 TU) là một tiểu hành tinh vành đai chính được phát hiện ngày 13 tháng 10 năm 1982 bởi E. Bowell ở Flagstaff (AM).